# Безродный, Сергей Тимофеевич
Сергей Тимофеевич Безродный (3 (16) мая 1912, Сумская область — 13 февраля 1997) — разведчик 222-й отдельной разведывательной роты 416-й стрелковой дивизии 5-й ударной армии 1-го Белорусского фронта, старшина — на момент представления к награждению орденом Славы 1 степени.

## Биография
Родился 3 мая 1912 года в селе Новомутин ныне Конотопского района Сумской области Украины в семье крестьянина. Украинец. Образование неполное среднее.
В 1937—1939 годах проходил действительную военную службу в рядах Красной Армии. Служил в Военно-морском флоте на крейсере «Красный Кавказ». После демобилизации работал слесарем-судосборщиком на судостроительном заводе имени 61-го коммунара в городе Николаев.
Вторично в Красной Армии с 1941 года. Участник Великой Отечественной войны с первых её дней. Воевал в морской пехоте. Принимал участие в обороне Севастополя. В боях за Феодосию был ранен, долгое время находился на изличении в госпитале. После выздоровления снова ушел на фронт. В боях принимал участие с апреля 1944 года. Форсировал Днестр, освобождал Молдавию, штурмовал Берлин.
Стрелок 1368-го стрелкового полка красноармеец Сергей Безродный 4 июня 1944 года в бою за расширение плацдарма на правом берегу реки Днестр на рубеже Войково — Щерпены одним из первых ворвался в траншею противника. Противотанковой гранатой взорвал дот с гитлеровцами, сразил вражеского офицера, доставив его документы в штаб полка. Приказом по 416-й стрелковой дивизии от 12 июня 1944 года за мужество и отвагу, проявленные в боях, красноармеец Безродный Сергей Тимофеевич награждён орденом Славы 3 степени.
В составе группы захвата красноармеец Сергей Безродный 7 июня 1944 года проник в расположение противника в том же районе. Уничтожил несколько гитлеровцев, захватил «языка» и при огневой поддержке группы привел его в расположение наших войск. Приказом по 5-й ударной армии от 28 июня 1944 года за мужество и отвагу, проявленные в боях, красноармеец Безродный Сергей Тимофеевич награждён орденом Славы 2 степени.
В составе взвода разведки в районе города Бонсдорф разведчик 222-й отдельной разведывательной роты старшина Сергей Безродный вступил 24 апреля 1945 года в бой с вражеской группой заслона, поразил до 10 солдат, взорвал противотанковой гранатой вражеский дзот, чем содействовал успешному продвижению стрелковых подразделений. К концу войны на счету С. Т. Безродного было 16 захваченных «языков».
Указом Президиума Верховного Совета СССР от 15 мая 1946 года за образцовое выполнение заданий командования в боях с немецко-фашистскими захватчиками старшина Безродный Сергей Тимофеевич награждён орденом Славы 1 степени, став полным кавалером ордена Славы.
Участник исторического Парада Победы 24 июня 1945 года в Москве на Красной площади.
В 1945 году С. Т. Безродный демобилизован из РККА. Вернулся в город Николаев. Работал по своей специальности на Николаевском судостроительном заводе имени 61-го коммунара. Принимал участие в общественной жизни города, воспитании молодёжи. Скончался 13 февраля 1997 года. Похоронен в посёлке Терновка под Николаевом.
Награждён орденами Отечественной войны  I степени, Славы трёх степеней, медалями.